# 武藤真祐
武藤 真祐（むとう しんすけ、1971年5月9日 - ）は、日本の医師。埼玉県生まれ。医療法人社団鉄祐会理事長、医学博士、循環器専門医、米国医師国家試験合格(カリフォルニア州）、米国公認会計士試験合格（デラウェア州）。
2015年12月には、医療科学の進展を促し、人々の健康に大きな恩恵をもたらす革新的な成果を挙げた人物を表彰するイノベーター・オブ・ザ・イヤーにおいて、第二回の受賞者に選ばれた。。

## 経歴
東京大学医学部医学科を卒業後、三井記念病院循環器内科医、宮内庁侍従職侍医を歴任後、2005年、マッキンゼー・アンド・カンパニーで経営コンサルタントとして勤務。
退職後、2010年、在宅療養支援診療所として、祐ホームクリニックを東京都文京区に設立。2011年、在宅医療を基点とした高齢者の包括的な生活支援のプラットフォームの構築に取り組む一般社団法人「高齢先進国モデル構想会議」を設立。
2011年9月には東日本大震災で甚大な被害を受けた宮城県石巻市にも在宅療養支援診療所を開設。石巻市において、健康・生活面での支援団体「石巻医療圏健康・生活復興協議会」を立ち上げ、現在に至る。祐ホームクリニックと高齢先進国モデル構想会議は、被災地における健康・生活への復興に対する取り組みから、2013年3月 厚生労働省第1回「健康寿命をのばそう! アワード」において、厚生労働大臣優秀賞（団体部門）を、連名で受賞。2019年5月シンガポールで開催された「10th Ageing Asia Innovation Forum 2019」にて「Global Ageing Influencer」に選出、祐ホームクリニックは「Best Homecare Operator」としてグランプリを受賞した。
2015年にシンガポールでTetsuyu Healthcare Holdings Pte, Ltd.を設立し、2016年には株式会社インテグリティ・ヘルスケア代表取締役会長、2017年には株式会社地域ヘルスケア連携基盤代表取締役会長に就任。
現在、東京医科歯科大学大学院医歯学総合研究科臨床教授、日本医療政策機構理事、経済同友会規制改革委員会委員長・幹事、公益財団法人国際文化会館評議員を務める。
2015年第2回イノベーター・オブ・ザ・イヤー、2019年度第29回武見奨励賞を受賞。

## 略歴
- 1990年
  - 3月 - 私立開成高校 卒業
- 1996年
  - 3月 - 東京大学医学部医学科 卒業
  - 4月 - 東京大学医学部附属病院 研修医
- 1997年 6月 - 三井記念病院 循環器内科医
- 2002年
  - 3月 - 東京大学大学院医学系研究科内科学専攻 博士課程修了 Ph.D.
  - 4月 - 東京大学分子細胞生物学研究所 博士研究員
- 2004年 4月 - 宮内庁侍従職 侍医
- 2006年 9月 - マッキンゼー・アンド・カンパニー 経営コンサルタント
- 2008年12月 - NPO法人ヘルスケアリーダーシップ研究会（IHL） 理事長
- 2009年 9月 - 早稲田大学大学院ファイナンス研究科専門職学位課程修了（MBA）
- 2010年 1月 - 祐ホームクリニックを設立、院長就任
- 2011年
  - 1月 - 第1回社会イノベーター公志園　代表受賞
  - 3月 - 医療法人社団鉄祐会を設立、理事長就任
  - 5月 - 一般社団法人高齢先進国モデル構想会議を設立、代表理事就任
  - 9月 - 被災した宮城県石巻市に祐ホームクリニック石巻を設立、院長就任
  - 10月 - 被災した宮城県石巻市に石巻医療圏 健康・生活復興協議会を設立、代表就任
- 2012年
  - 8月 - 総務省在宅医療・介護情報連携推進協議会 有識者委員
  - 12月 - 総務省ICT超高齢化社会構想会議 構成員
- 2013年
  - 11月 - 内閣官房ＩＴ総合戦略本部 新戦略推進専門調査会 医療・健康分科会 構成員
  - 12月 - 総務省 スマートプラチナ社会推進会議 構成員
  - 同 - 経済産業省関東経済産業局 東京オリンピック･パラリンピック活用地域活性化戦略プラン検討会 メンバー[3]。
- 2014年
  - 3月 - 経済財政諮問会議「選択する未来」委員会「人の活躍ワーキング・グループ」メンバー
  - 7月 - 厚生労働省情報政策参与
  - 12月 - INSEAD Executive MBA修了
- 2015年
  - 4月 - 東京医科歯科大学臨床医学教育開発学分野 臨床教授に就任
  - 8月 - シンガポールに「Tetsuyu Healthcare Holdings」設立
  - 12月 - 第二回イノベーター・オブ・ザ・イヤーの受賞者に選出
- 2016年
  - 9月 - 株式会社インテグリティ・ヘルスケア 代表取締役会長に就任
- 2017年
  - 6月 - 株式会社地域ヘルスケア連携基盤代表取締役会長に就任
- 2018年
  - 5月 - Johns Hopkins Bloomberg School of Public Health MPH修了
- 2019年
  - 12月 - 第29回「武見奨励賞」受賞
- 2020年
  - 12月 - ジョンズ・ホプキンズ大学 Carey Business School MSc修了
- 2023年
  - 9月 - シンガポール国立大学 (Healthcare Leadership) certificate取得
- 2024年
  - 2月 - ハーバード大学医学大学院 (Leading Digital Transformation in Health Care) certificate取得
  - 4月 - ケロッグ経営大学院 (Digital Marketing Strategies) certificate取得
  - 4月 - 公益社団法人経済同友会 幹事就任
- 2025年
  - 7月 - NPO法人日本医療政策機構 副代表理事就任

## テレビ番組
- 日経スペシャル カンブリア宮殿 ニッポンの超高齢社会を救え！ 異色の経歴の医師が挑む医療革命！（2014年3月6日、テレビ東京）[4]

## 著書
- 『医の力 高齢先進国モデルへの挑戦』（2012年7月28日、PHP研究所） ISBN 456980408X
- 『在宅医療から石巻の復興に挑んだ731日間』（監修:武藤真祐、編集:高齢先進国モデル構想会議）（2013年3月8日、日経BP社）ISBN 4822261409
- 『幸福死のすすめ 自分の家で最期を迎える』（2013年4月27日、海竜社）ISBN 4759313109
- 『高齢者診療のための臨床検査ガイド』（編著:小川純人 武藤真祐 山田俊幸）（2022年5月13日、診断と治療社）ISBN 9784787825124